# Seznam řek v Chorvatsku
Toto je seznam řek v Chorvatsku (chorvatsky řeka rijeka).

## Tabulka řek
Zde jsou uvedeny všechny chorvatské řeky delší než 40 km.
| Poř. | Řeka         | Délka (km) | Povodí (km²) | Ústí do          | Ústí kde                   |
| ---- | ------------ | ---------- | ------------ | ---------------- | -------------------------- |
| 1.   | Sáva         | 562        | 95 719       | Dunaj            | ... (Srbsko)               |
| 2.   | Dráva        | 505        | 41 238       | Dunaj            | ... (Chorvatsko)           |
| 3.   | Kupa         | 296        | 10 032       | Sáva             | ... (Chorvatsko)           |
| 4.   | Dunaj        | 188        | 801 463      | Černé moře       | ... (Rumunsko)             |
| 5.   | Korana       | 134        | 2 302        | Kupa             | ... (Bosna a Hercegovina)  |
| 6.   | Bednja       | 133        | 966          | Dráva            | ... (Chorvatsko)           |
| 7.   | Lonja        | 133        | 4 259        | Dráva            | ... (Chorvatsko)           |
| 8.   | Česma        | 124        | 3 253        | Lonja            | ... (Chorvatsko)           |
| 9.   | Una          | 120        | 9 829        | Sáva             | ... (Bosna a Hercegovina)  |
| 10.  | Glina        | 112        | 1 427        | Kupa             | ... (Chorvatsko)           |
| 11.  | Vuka         | 112        | 644          | Dunaj            | ... (Chorvatsko)           |
| 12.  | Dobra        | 108        | 900          | Kupa             | ... (Chorvatsko)           |
| 13.  | Cetina       | 105        | 3 700        | Jaderské moře    | ... (Chorvatsko)           |
| 14.  | Sutla        | 91         | 581          | Sáva             | ... (Chorvatsko/Slovinsko) |
| 15.  | Karašica     | 91         | 936          | Dráva            | ... (Chorvatsko)           |
| 16.  | Orljava      | 89         | —            | Sáva             | ... (Chorvatsko)           |
| 17.  | Bosut        | 85         | 3 097        | Sáva             | ... (Srbsko)               |
| 18.  | Ilova        | 85         | 1 600        | Lonja            | ... (Chorvatsko)           |
| 19.  | Lika         | 78         | 1 570        | ponor            | ... (Chorvatsko)           |
| 20.  | Krapina      | 75         | —            | Sáva             | ... (Chorvatsko)           |
| 21.  | Krka         | 73         | 2 650        | Jaderské moře    | ... (Chorvatsko)           |
| 22.  | Pakra        | 72         | —            | Lonja            | ... (Chorvatsko)           |
| 23.  | Sunja        | 69         | 470          | Sáva             | ... (Chorvatsko)           |
| 24.  | Zrmanja      | 69         | —            | Novigradské moře | ... (Chorvatsko)           |
| 25.  | Mura         | 67         | 13 800       | Dráva            | ... (Chorvatsko/Maďarsko)  |
| 26.  | Biđ          | 66         | —            | Bosut            | ... (Chorvatsko)           |
| 27.  | Glogovnica   | 66         | —            | Česma            | ... (Chorvatsko)           |
| 28.  | Plitvica     | 65         | —            | Dráva            | ... (Chorvatsko)           |
| 29.  | Mrežnica     | 64         | 64           | Korana           | ... (Chorvatsko)           |
| 30.  | Gacka        | 61         | —            | ponor            | ... (Chorvatsko)           |
| 31.  | Kupčina      | 56         | —            | Kupa             | ... (Chorvatsko)           |
| 32.  | Mirna        | 53         | 541          | Jaderské moře    | ... (Chorvatsko)           |
| 33.  | Zelina       | 52         | 334          | Lonja            | ... (Chorvatsko)           |
| 34.  | Vučica       | 52         | —            | Karašica         | ... (Chorvatsko)           |
| 35.  | Čađavica     | 49         | —            | Karašica         | ... (Chorvatsko)           |
| 36.  | Veliki Strug | 47         | —            | Sáva             | ... (Chorvatsko)           |
| 37.  | Trnava       | 47         | 250          | Mura             | ... (Chorvatsko)           |
| 38.  | Londža       | 47         | 562          | Orljava          | ... (Chorvatsko)           |
| 39.  | Čikola       | 46         | 837          | Jaderské moře    | ... (Chorvatsko)           |
| 40.  | Odra         | 45         | 604          | Kupa             | ... (Chorvatsko)           |
| 41.  | Jadova       | 41         | —            | Lika             | ... (Chorvatsko)           |

Zde je abecední seznam větších chorvatských řek:
- Bednja
- Berava
- Beravica
- Biđ
- Bijela
- Bistrica
- Bitulja
- Boljunčica
- Borza
- Bosut
- Brezna
- Brežnica
- Butižnica
- Bužimnica
- Cetina
- Crepina
- Crna Rijeka
- Crna Rika
- Crnčica
- Curak
- Čabranka
- Čađavica
- Česma
- Čikola
- Čonakut
- Črnec
- Desanka
- Dobra
- Drača
- Dragonja
- Dráva
- Dretulja
- Duboka
- Dubračina
- Dunaj
- Dunavac
- Gacka
- Garešnica
- Gerovčica
- Glamočnica
- Glina
- Glinica
- Globornica
- Glogovnica
- Grab
- Grabovac
- Guduča
- Ilova
- Iskrica
- Jadova
- Jadro
- Jarak
- Jesenica
- Karašica
- Karašica (přítok Dunaje)
- Karišnica
- Kopanjek
- Korana
- Kosteljina
- Kotarka
- Krapina
- Kravaršćica
- Krčić
- Krka
- Krnjeza
- Krupa
- Kupa
- Kupčina
- Kupica
- Kutina
- Lampuš
- Ličanka
- Lika
- Lisna
- Ljuta
- Ljubanj
- Lokvarka
- Londža
- Lonja
- Maja
- Mala Neretva
- Mali Strug
- Matica
- Mirna
- Mrežnica
- Mrsunja
- Mura
- Neretva
- Norin
- Novčica
- Odra
- Ombla
- Orašnica
- Orovača
- Orljava
- Otešica
- Pakra
- Pazinčica
- Petrinjčica
- Počiteljica
- Plitvica
- Plitvica (přítok Drávy)
- Ponikva
- Radljevac
- Radonja
- Rakovac
- Raša
- Ribnjača
- Ribnjak
- Ričina
- Rječina
- Ruda
- Sartuk
- Sáva
- Savak
- Sija
- Slunjčica
- Smogva
- Spačva
- Srijedska
- Stara Česma
- Stari Grab
- Studva
- Subocka
- Suha Ričina
- Sunja
- Sušica
- Sutla
- Suvaja
- Šarkanjski Dunavac
- Šokot
- Šumetlica
- Timava
- Toplica
- Tounjčica
- Trnava
- Una
- Utinja
- Veličanka
- Veliki Strug
- Vemeljski Dunavac
- Virovi
- Vojskova
- Volavčica
- Vrbica
- Vrljika
- Vučica
- Vuka
- Zagorska Mrežnica
- Zelina
- Zrmanja
- Žrnovnica